# Tacca palmata
Espèce
Tacca palmata est une espèce de la famille des Dioscoreaceae.
L'aire de répartition naturelle de cette espèce s'étend de l'Indochine à la Malaisie et aux îles Carolines (Palau). Il est présent à
Bornéo, au Cambodge, en Indonésie, en Malaisie, en Nouvelle-Guinée, aux Philippines, aux Île de Célèbes, à Sumatra, en Thailande et au Viêt Nam.

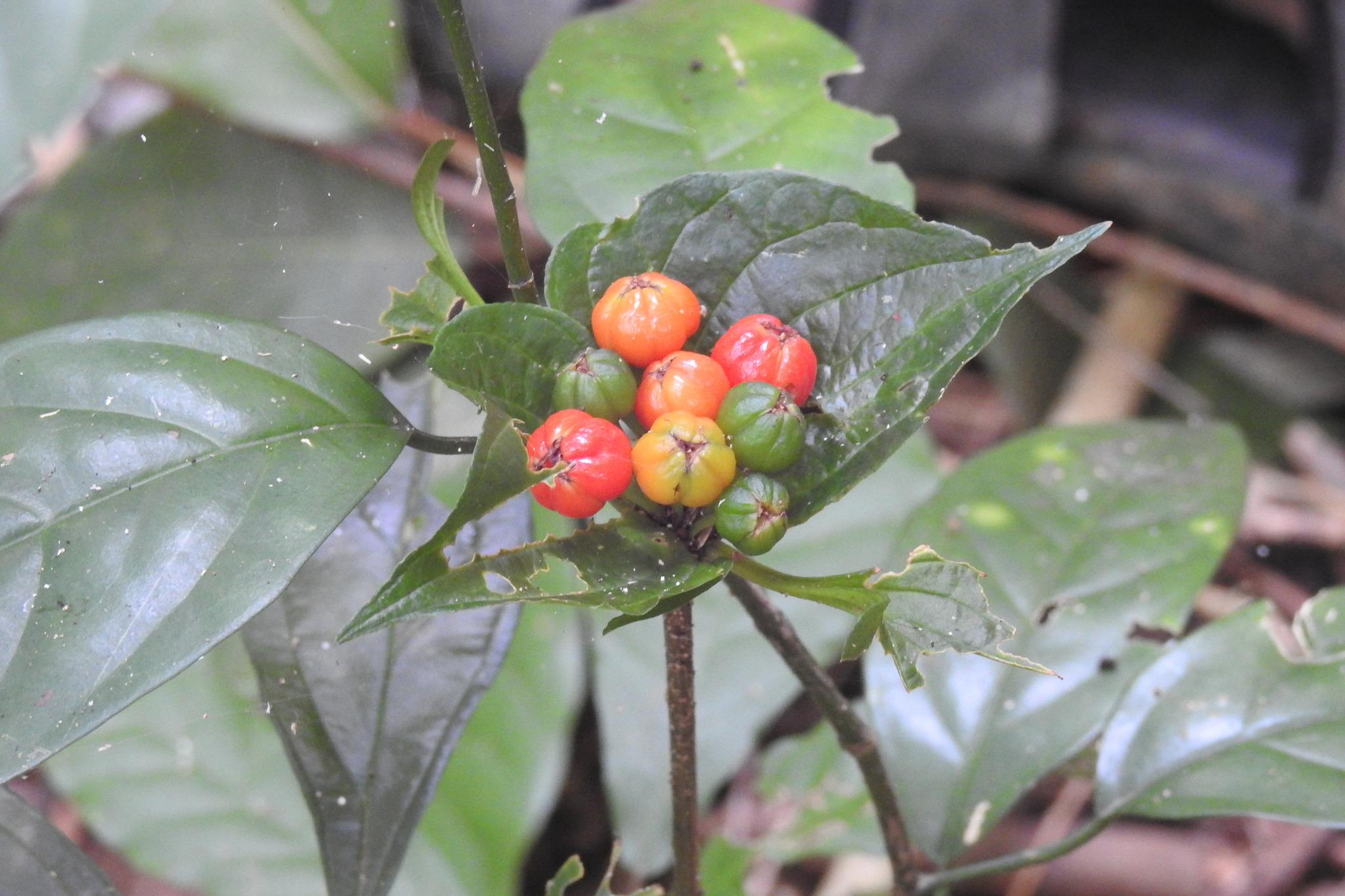

C'est un géophyte tubéreux qui pousse principalement.
Il a été décrit par Carl Ludwig Blume en 1827,.

## Systématique
Le nom correct complet (avec auteur) de ce taxon est Tacca palmata Blume.
Tacca palmata a pour synonymes :
- Tacca angustilobata Merr.
- Tacca elmeri K.Krause
- Tacca fatsiifolia Warb.
- Tacca fatsiifolia Warb. ex H.Limpr.
- Tacca montana Schult. & Schult.f.
- Tacca rumphii Schauer
- Tacca vesicaria Blanco